# 池田政之 (脚本家)
池田 政之（いけだ まさゆき、1958年11月28日 - ）は、日本の脚本家、劇作家、演出家。兵庫県西脇市出身。劇団NLT文芸演出部所属。日本演劇協会会員（1995年）。日本劇作家協会会員（2011年）。日本舞踊藤間流名取。

## 略歴
兵庫県立西脇高等学校、京都産業大学を卒業。劇団NLT入団。1985年『物言へぬ鸚鵡の兄弟』で劇作家デビュー。
1989年（平成元年）にNLT退団、フリーとなり、主に商業演劇で活躍。東西ほとんどの大劇場から、新劇、小劇場、時代劇、現代劇、喜劇、悲劇などジャンルを一切問わない幅の広さがある。その後、2006年（平成18年）にNLT文芸演出部に復帰。
2011年（平成23年）に地元である兵庫県西脇市より西脇市文化賞、2016年（平成28年）に中村美律子『長編浪曲歌謡・無法松の恋〜松五郎と吉岡夫人』で第58回日本レコード大賞企画賞（作詞担当）、2019年（平成31年）『やっとことっちゃうんとこな』他の作・演出で第20回テアトロ演劇賞を受賞。

## 主な作品

### テレビ
- NHK金曜時代劇『とおりゃんせ〜深川人情澪通り』
- NHK金曜時代劇『夢暦・長崎奉行』
- 『暴れん坊将軍』（テレビ朝日）
- 『京都始末屋事件ファイル』（テレビ朝日）
- NHK金曜時代劇『御宿かわせみ』（2004年：第二章）
- NHK金曜時代劇『柳生十兵衛七番勝負』
- NHK金曜時代劇『柳生十兵衛七番勝負 島原の乱』
- NHK金曜時代劇『柳生十兵衛七番勝負 最後の闘い』
- テレビ東京『主水之助七番勝負』（原作：柴田錬三郎『徳川太平記〜吉宗と天一坊』）
- NHK教育 にっぽんの芸能『花鳥風月堂』
- BS-TBS『水戸黄門』
- NHK BSプレミアム『大岡越前』
- BSテレ東『やじ×きた 元祖・東海道中膝栗毛』（原案：十返舎一九『東海道中膝栗毛』）※監修も兼任。

### 映画
- 忍たま乱太郎 夏休み宿題大作戦!の段

### ラジオドラマ
- 夫婦うどん（NHK FMシアター）　2002年11月30日
- 喜劇が生まれた日（NHK FMシアター）　2003年12月6日

### 舞台脚本
★は演出も兼務。
1985年
物言へぬ鸚鵡の兄弟（芝青年会館）
1986年
鷹の玉座（労音会館）
1989年
紫式部の秘密（三越劇場）
逢うて別れて（三越劇場）
1991年
小唄扇家家元リサイタル（草月ホール）
1992年
アロイス（原作：萩尾望都、青山円形ホール）
ムッシュ・バタン（脚色、麻布十番温泉）
1993年三越劇場
花の茶碗
1994年
花の元禄後始末（三越劇場）
花の茶碗 （地方公演）
華やぎの糸（三越劇場）
月光の下の輪舞（ル・ピリエ）
花の茶碗（地方公演）
1995年
暴れん坊将軍・昔の恋（明治座）
水戸黄門の妻（三越劇場）
華やぎの糸（近鉄劇場）
1996年
お婆ちゃんの立候補（京都南座、松竹新喜劇）
花の元禄後始末（地方公演）
花いろの家（三越劇場）
1997年
五十一年ぶりの表彰台（大阪中座、松竹新喜劇）
十二人の正しい内閣（内幸町ホールこけら落とし）★
生きなきゃ!（地方公演）
暴れん坊将軍・吉宗の恋（名古屋御園座）
1998年
春待ち草（三越劇場）
満ちたりぬ月 （原作：林まりこ、名鉄ホール）
花のある夕暮れ（地方公演）
女やさかい（原作：連城三紀彦、名鉄ホール他、地方公演）
深夜家族 （内幸町ホール）★
暴れん坊将軍・吉宗の恋 （明治座、大阪新歌舞伎）
味いちもんめ（原作：あべ善太、画：倉田よしみ、地方公演、松竹新喜劇）
1999年
花の三十振袖（原作：山本周五郎、名鉄ホール）
真田幸村・その一日（朗読劇、地方公演）
嘘囃子二人弁天（サンシャイン劇場、中座他地方公演）
床の下の幸福（内幸町ホール）★
新吾十番勝負（原作：川口松太郎、中日劇場）★
鼓（原作：渋谷天外、内幸町ホール、松竹新喜劇）
新吾十番勝負（新歌舞伎座）★
味いちもんめ（松竹座）
2000年
暴れん坊将軍・新二人吉宗（御園座）
観客不在 （東演パラータ）★
旅姿三人男・三人の石松（新歌舞伎座）
雪の下・愛に恋（浅草公会堂他、地方）★
仁吉でござる・お菊でござる（浅草公会堂他、地方）★
味いちもんめ（地方公演）
2001年
暴れん坊将軍・尾張の一大事（御園座）
暴れん坊将軍・吉宗紀州へ帰る（新歌舞伎座）
裸の王子さま（スペース107）
花嫁（原作：日向邦子、名鉄ホール、ドラマシティ）
翔べ翔べ!女たち （新歌舞伎座）
観客不在 （千本桜ホール）★
2002年
夢みる女（名鉄ホール、三越劇場）
恋くらべ女ごころ（新歌舞伎座）
百通のラブレター（地方公演）
風まかせ浪花双六弥次喜多道中（松竹座）
嫁も姑も皆幽霊（三越劇場）★
コメディ・メロドラマ（タイニイアリス）★
2003年
夫婦漫才（原作：豊川悦司、芸術座）
初雪の朝（三越劇場）
女次郎長・恋の花道（新歌舞伎座）
春風にのって（浅草大正館）
夢奴奮闘記（三越劇場、名鉄ホール）
豆々五十三次（地方公演）★
お富与三郎（原作：河竹黙阿弥、三越劇場）
江戸を斬る・思い出に咲いた恋（明治座）
プライベート・ポケット（ウッディシアター）★
雪山不賛歌（パンプルムス）★
喜劇が生まれた日・曾我廼家五郎十郎物語 （喜劇誕生百年記念、松竹座）
大当たり!・夢之丞一座（新歌舞伎座）
2004年
殿さま弥次喜多（中日劇場）
夢見る頃を過ぎなくても（ウッディシアター）
ねずみ小僧・危機一髪（明治座）
おためし遊ばせ（三越劇場）★
花より大好き夢絵巻（名鉄ホール）★
火の鳥（原作：手塚治虫、テアトル銀座、日本舞踊協会創作舞踊劇場）
花より大好き夢絵巻 （地方公演）★
喝采（帝劇）
にぎわい大名（20中日劇場）★
嫁も姑も皆幽霊（名鉄ホール）★
あかね空（原作：山本一力、新橋演舞場）
身代わり三度笠（新歌舞伎座）
日は又昇るか?（タイニイアリス）★
2005年
嫁も姑も皆幽霊（東北演鑑）★
夢の芝浜繁盛記 （御園座）
喜劇・桜の園（三越劇場）★
桜の田 （博品館劇場）★
かしまし娘・清く正しく美しく（名鉄ホール、京都南座）
夢の架け橋 （原作：橋幸夫、中日劇場）★
妻の唇・夫のお腹（下北空間リバティ）★
おためし遊ばせ （地方公演）★
暴れん坊将軍・吉宗子守唄（地方公演）
百通のラブレター（銀座小劇場）★
ミス・サイゴ（シアターブラッツ）★
あかね空（新歌舞伎）
2006年
喜多川歌麿女絵草紙（原作：藤沢周平、劇団俳優座公演、サザンシアター）
いろはにほへと（シアターグリーン）★
桜の花にだまされて（サザンシアター）★
花より大好き夢絵巻2（名鉄ホール）★
桃太郎と犬と猿とキミ（シアターブラッツ）★
夢の架け橋（新歌舞伎）★
2007年
あかね空（中日劇場）
おためし遊ばせ（名鉄ホール）★
喜劇・桜の園（松竹座）★
極楽ホームへいらっしゃい（三越劇場）★
嫁も姑も皆幽霊（中国演鑑）★
女の砂時計 （名鉄ホール）
日は又昇るか? （下館市民会館）★
佐賀のがばいばあちゃん（原作：島田洋七、中日劇場）
蝉しぐれ （原作：藤沢周平、松竹座）
ごきげんにSAYYOU （アドリブシアター）★
2008年
好きになった人（中日劇場、新宿コマ、松竹座）★
嫁も姑も皆幽霊	（中部北陸演鑑）★
銀と赤のきおく（原作：手塚治虫、手塚治虫生誕80周年記念、サザンシアター）★
嫁も姑も皆幽霊（近畿演鑑）★
あしたの夢（国立文楽劇場）
佐賀のがばいばあちゃん（中日劇場他、地方）★
オチの後で（シアターブラッツ）★
2009年
身替り若さまお姫様（中日劇場）★
嫁も姑も皆幽霊（神奈川演鑑）★
四角関係 (博品館劇場) ★
花の元禄後始末 (三越劇場) ★
大川わたり (中日劇場)
闇夜に花の咲くような  (シアターブラッツ) ★
2010年
初夢恋どろぼう (中日劇場) ★
女将の花道 (博多座)
梅咲きぬ(御園座)
シャルルとアンヌと社長の死体 (エコー劇場)★ (脚色・演出)
島田洋七の佐賀のがばいばあちゃん (博多座) ★
嫁も姑も皆幽霊 (長野演鑑/東京近郊) ★
浪花恋しぐれ (中日) ★
都はるみ熱唱2010 (中日) ★
早乙女太一公演夕笛 (全国)
山村美紗サスペンス 「京都 花灯路 恋の耀き」 (京都南座、浅草公会堂、地方) ★
桜の下のハムレット（エコー劇場）★
三人でおしまい! チェーホフごめんね（シアターブラッツ）★
2011年
売らいでか!（シアター1010、地方）★（演出のみ）
嫁も姑も皆幽霊 （静岡演鑑）★
売らいでか!（地方、中日劇場）
姑は推理作家（三越劇場） ★
佐賀のがばいばあちゃん （8月-中日劇場、浅草公会堂・10月-新歌舞伎座）★
詐欺師シェークスピア35世 （11月-シアターブラッツ）★
2012年
春秋会Vol.1「応挙絵噺再幽霊」（三越劇場）★
審査員（銀座みゆき館劇場）★
殿さま地獄 泥棒パラダイス（中日劇場）脚色のみ
夕べの幽霊、今朝の女房（中日劇場）★
ふたりの絆 感動! 勇気! 笑顔!（中日劇場）★
たそがれの映画監督（シアターブラッツ）★
2013年
ちんどん（中日劇場）★
中村美津子オンステージ2013（中日劇場）★
～阪田三吉の妻コユウの生涯～ 獅子（ライオン）の女房（大阪新歌舞伎座）★
春秋会Vol.2「恋模様義賊世噺」（三越劇場）★
春秋会Vol.2「春秋会男組錦姿」（三越劇場）［構成のみ］
新版 人生は、ガタゴト列車に乗って…（シアター1010ほか）［演出のみ］
喜劇『花はらんまん』（三越劇場）★
新版 人生は、ガタゴト列車に乗って…（博多座ほか）［演出のみ］
天童よしみ　歌謡大全集（大阪新歌舞伎座）★
喜劇　十字花（銀座みゆき館劇場）［脚色のみ］
錦秋公演菅原謙次十七回忌を偲ぶ（博品館劇場）★
にっぽん歌謡裏物語～昭和ものまね歌謡史（中日劇場）★
清水・栗貫・松居Big3大爆笑ステージ（中日劇場）★
プロデューサー（僕）はかく語りき（シアターブラッツ）★
2014年
新版・喜劇 売らいでか！-亭主売ります- （新歌舞伎座ほか）［演出のみ］
舞台は夢（池袋 シアターグリーン）［脚色のみ］
鷹と雀のものがたり（博多座）
人情喜劇 「十年目の約束」（博多座）
ボクはヒロイン（エコー劇場）★
春秋会Vol.3「応挙絵噺再幽霊」（三越劇場）★
春秋会Vol.3「春秋会男組錦姿」（三越劇場）［構成のみ］
新版 夫婦善哉（中日劇場）★
中村美律子オンステージ2014（中日劇場）［構成・演出］
だいこん（中日劇場）
天童よしみ 昭和を歌う（大阪新歌舞伎座）★
道頓堀パラダイス～夢の道頓堀レビュー誕生物語～（大阪松竹座）
天童よしみ特別公演（明治座）
喜劇売らいでか!ー亭主売りますー （中日劇場）
法廷外裁判 （俳優座劇場）★
ひとり芝居をみんなで（シアターブラッツ）★
2015年
なにわ侍 団五郎一座（日生劇場）
コロッケ芸能生活三十五周年記念公演「渡る世間は倍返し!?」（明治座）
劇団NLT『月の小鳥たち』（池袋 シアターグリーン BOX in BOX）★
前川 清・武田鉄矢 特別公演『鷹と雀のものがたり』（大阪 新歌舞伎座）
コロッケ特別公演『渡る世間は倍返し!?』（大阪 新歌舞伎座）
山川豊 水森かおり 特別公演（明治座）
壊れた恋の羅針盤（博品館劇場）
喜劇「嫁も姑も皆幽霊」（三越劇場）★
オチの後で（シアター風姿花伝）（池袋演劇祭賞受賞）★
コロッケ特別公演（中日劇場）
劇団NLT「旦那様は狩りにお出かけ」（俳優座劇場）［脚色のみ］
2016年
「遠山の金さん VS 女ねずみ小僧」（中日劇場）★
「たかし＆美律子プラチナステージ2016」（中日劇場）★
劇団NLT「お皿の前で、ごゆるりと〜Who’s Bad?~」（シアターグリーン BASE THEATER）［演出のみ］
「極楽町一丁目-嫁姑千年戦争-」（シアター1010 / 中日劇場）★
「梅と桜と木瓜の花」（博多座）
春秋会男組 Vol.4「春麗虚実宿屋仇」（三越劇場）★
春秋会男組 Vol.4「春秋会男組錦絵姿」（三越劇場）［構成のみ］
喜劇四幕「劇場 －汝の名は女優－」（シアターグリーン BIG TREE THEATER）★
ウソと真実、両手に持って（高田馬場ラビネスト）★
2017年
「その牙に気をつけろ!」（シアターグリーン BOX in BOX）［演出のみ］
「脱退会議」（シアターグリーンBOX in BOX）［演出のみ］
三山ひろし特別公演「若様弥次喜多七変化」（新歌舞伎座）★
喜劇「売らいでか!」（博多座）［演出のみ］
喜劇「嫁も姑も皆幽霊」★
「芸能事務所は閉店休業」（コフレリオ新宿シアター）★
天童よしみ特別公演「浪速のロミオとジュリエット」（新歌舞伎座）★
2018年
コロッケ特別公演一月公演「初笑い 水戸黄門漫遊記」（明治座）
春秋会Vol.5「桜爛漫美男仇討」（三越劇場）★
春秋会Vol.5「春秋会男組錦姿」（三越劇場）［構成のみ］
マカロニ金融（シアターグリーン BIG TREE THEATER）［脚色のみ］
三山ひろし特別公演（新歌舞伎座）★
川中美幸特別公演（明治座）★
「あなたの足元お借りします」（シアターグリーン BOX in BOX）［演出のみ］
「やっとことっちゃうんとこな」（俳優座劇場）★
「峠の茶屋は大騒ぎ！」（新橋演舞場）［演出のみ］
「お役者恋之介旅日記」（明治座）★
「日本一！ 尾張の賑わい殿様」（御園座）
「俳優教室は、虹の彼方」（高田馬場ラビネスト）★
2019年
「暴れん坊将軍」（御園座）★
「おりょう～龍馬の愛した女」（博多座）
「東京そば屋人情物語 にぃねえちゃん！」（明治座/新歌舞伎座/御園座）★
劇団NLT『半永久的なＷＩＦＥ』（オメガ東京）[補綴のみ]
武田鉄矢・コロッケ特別公演『水戸黄門』（博多座）
氷川きよし特別公演『母をたずねて珍道中 お役者恋之介旅日記』（新歌舞伎座）★
春秋会Vol.6『両天秤幽霊恋心』（三越劇場）★
春秋会Vol.6『春秋会男組錦姿』（三越劇場）[構成のみ]
三山ひろし特別公演『青い空と白い雲』若き日の森の石松（新歌舞伎座）★
劇団NLT『法廷外裁判』（地方公演）[脚本・演出]
ハマコクラブキヨコクラブvol20『20年間ラビリンス』（高田馬場ラビネスト）★
2020年
フジヤマ「夢の湯」物語（明治座）［脚色・演出］
「おりょう ―龍馬の愛した女―」（新歌舞伎座）
「あの海の向こうへ〜細川たかし誕生物語〜」（御園座）★
「限界突破の七変化 恋之介旅日記」（明治座）★
「限界突破の七変化 恋之介旅日記」（新歌舞伎座）★
2021年
劇団NLT「我が友 ドラキュラ」（劇場MOMO）[補綴のみ]
「水戸黄門〜春に咲く花」（御園座）★
「里見浩太朗 VS 純烈　大いに唄う！」（御園座）[構成]★
「笑劇 大正浪漫～令嬢、難儀を引き受ける？～」（明治座）★
「笑劇 大正浪漫～令嬢、難儀を引き受ける？～」（新歌舞伎座）★
「あの海の向こうへ〜細川たかし誕生物語〜」（御園座）★
2022年
劇団NLT「総理、死んでもらいます」（テアトルBONBON）[潤色・演出]
『いごっそう纏　天までとどけ!!』（新歌舞伎座）★
『望郷 風の流れ旅』（新歌舞伎座）［脚色・演出］
2023年
『裲襠松次郎』（新歌舞伎座）★
『押しかけ女房は幽霊？』（康楽館）★
2024年
『鯉名の銀平 雪の渡り鳥』（新歌舞伎座）★脚色
『鯉名の銀平 雪の渡り鳥』（明治座）★脚色
『夏の誘惑〜大正編〜』（康楽館）★
『男は愛嬌　─お役者新二郎、決死の奮闘記─』（大阪新歌舞伎座）★
『夢の継づきを』（アールズアートコート）★

### 出版物
戯曲集
『瞬と翔一』（テアトロ、1993年4月）
『花の夫人の謀』（1995年4月）
『ツタンカーメン』（2012年12月）
童話
『ささ姫物語』

### 作詞
中村美律子「無法松の恋」（キングレコード）第58回 日本レコード大賞企画賞受賞